# Gelbliche Schwertlilie
Die Gelbliche Schwertlilie (Iris lutescens) ist eine Pflanzenart aus der Gattung der Schwertlilien (Iris) in der Familie der Schwertliliengewächse (Iridaceae).

## Merkmale
Die Gelbliche Schwertlilie ist eine Staude. Sie hat ein dickes Rhizom. Die Blüten stehen einzeln oder zu zweit und duften wenig. Die Blätter sind schwertförmig und messen 5 bis 35 Zentimeter × 5 bis 25 Millimeter. Sie überragen die Blüten meist nicht. Der Stängel erreicht Wuchshöhen von 3 bis 35 Zentimeter und ist unverzweigt. Die Blüten sind violett, gelb, weißlich oder violett und gelb gescheckt. Die Kronröhre hat eine Länge von 2 bis 5 Zentimeter. Sie ist nicht komplett von dem grünen oder an der Spitze häutigen Tragblatt umhüllt. Die 3 zurückgebogenen äußeren Kronblätter haben jeweils einen Bart aus langen, gelben, mehrzelligen Haaren. Sie sind 5 bis 7,5 Zentimeter lang, 2 bis 3,5 Zentimeter breit. Die 3 aufrechten inneren Kronblätter haben eine Länge von 5,5 bis 7,5 Zentimeter und eine Breite von 2 bis 3,5 Zentimeter.
Blütezeit ist von März bis Mai.
Die Chromosomenzahl beträgt 2n = 40.

## Vorkommen
Die Gelbliche Schwertlilie kommt im westlichen und zentralen Mittelmeergebiet vor, fehlt aber in Nordafrika. Sie wächst auf Trockenhängen und Garriguen.

## Belege
- Ehrentraud Bayer, Karl-Peter Buttler, Xaver Finkenzeller, Jürke Grau: Pflanzen des Mittelmeerraums (Die farbigen Naturführer). Mosaik Verlag GmbH, München 1986.